# Mont (Dison)
Mont is een buurtschap van de gemeente van Dison in de Belgische provincie Luik.
Mont ligt ten noordwesten van Dison. In Mont ligt de 19e-eeuwse Sint-Jan-de-Doperkerk.

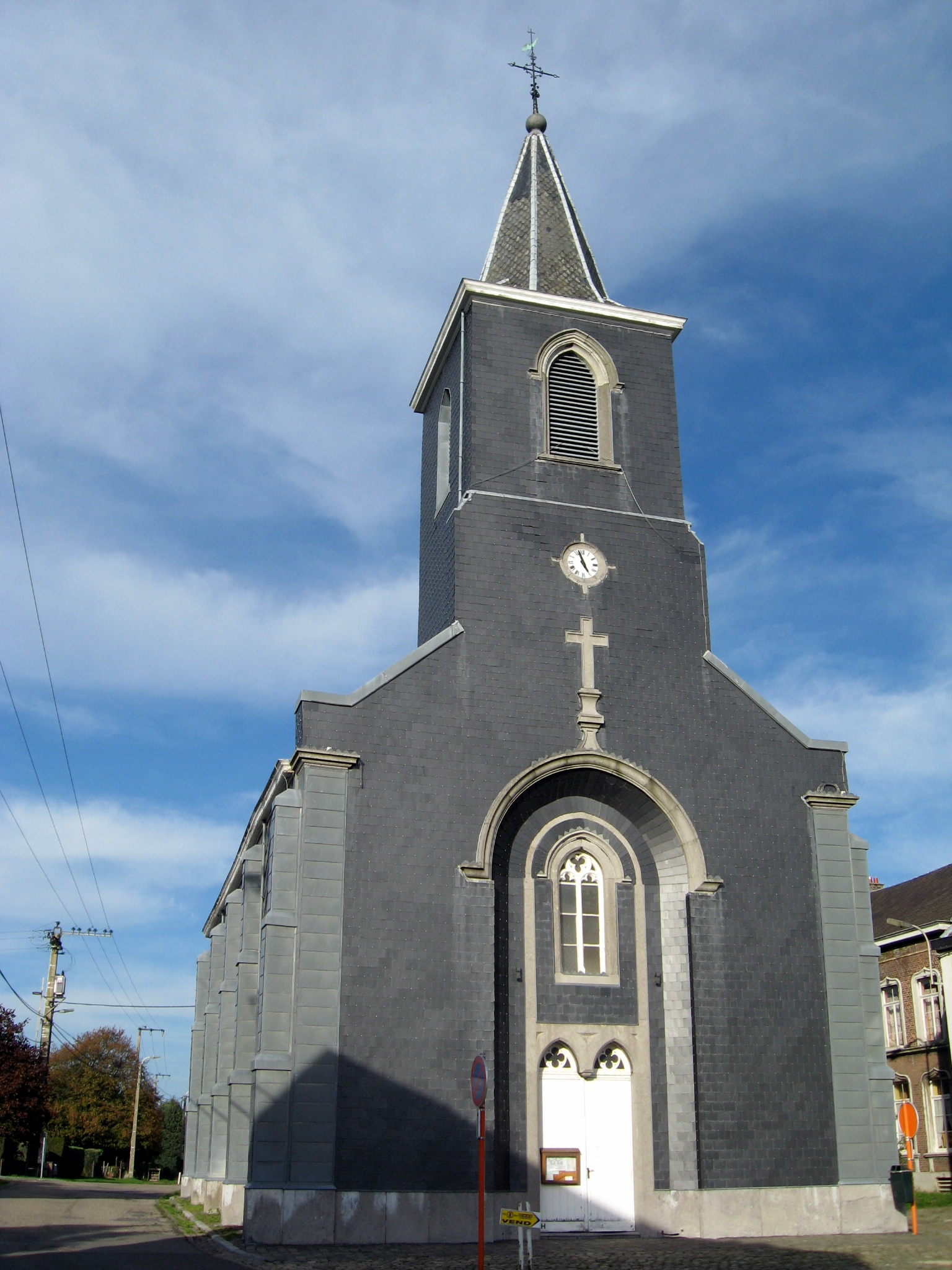
Sint-Jan-de-Doperkerk